# Гайдаєв Юрій Олександрович
Ю́рій Олекса́ндрович Гайда́єв (*14 серпня 1954, Донецьк) — лікар, науковець, державний діяч України лівого спрямування. Міністр охорони здоров'я України (23 березня — 18 грудня 2007). Заслужений лікар України (2002). Доктор медичних наук (2007).

## Біографія
Закінчив Запорізький медичний інститут (1978), факультет «Лікувальна справа»; 
- 07.1978—11.1982 — лікар-інтерн, ургентний лікар-уролог урологічного відділення 5-ї міської клінічної лікарні швидкої медичної допомоги міста Запоріжжя.
- 11.1982—11.1984 — клінічний ординатор Київського НДІ урології та нефрології.
- 11.1984—01.1992 — в.о. молодшого наукового працівника, молодший науковий працівник, старший науковий працівник відділення пластичної та відновної урології Київського НДІ урології та нефрології.
- 01.1992—09.1997 — завідувач урологічного відділення, заступник головного лікаря з медичної частини Київської обласної клінічної лікарні.
- 09.1997—01.1998 — старший науковий працівник відділення розробки, наукового супроводження, контролю виконання національних та регіональних програм реформування галузі Українського інституту громадського здоров'я.
- 01.1998—01.1999 — заступник головного лікаря з медичної частини Київського міського шпиталю для інвалідів Великої Вітчизняної війни.
- 01.1999—12.2000 — головний лікар Міської клінічної лікарні № 14.
- 12.2000—12.2005 — головний лікар Київської міської клінічної лікарні швидкої медичної допомоги.
- 12.2005—03.2007 — заступник Міністра, 23 березня — 18 грудня 2007 — Міністр охорони здоров'я України.
- Державний службовець 4-го рангу (02.2006).

## Наукова діяльність
- Кандидат медичних наук (1989).
- Доктор медичних наук (2007); докторська дисертація на тему: «Научное обоснование модели внедрения в Украине Государственных целевых программ улучшения здоровья народа» (Національна медична академія післядипломної освіти ім. П. Л. Шупика).

## Відзнаки
- Заслужений лікар України (2002).
- Почесна грамота Кабінету Міністрів України (2003).

## Депутатська діяльність
Народний депутат України 6-го скликання 11.2007—12.2012 від КПУ, № 5 в списку, Міністр охорони здоров'я України, безпартійний. Член фракції КПУ (з 11.2007). Член Комітету з питань охорони здоров'я (з 12.2007), голова підкомітету з питань законодавчого забезпечення державної політики охорони громадського здоров'я, розвитку фармації та здійснення фармацевтичної діяльності (з 01.2008).
10 серпня 2012 року у другому читанні проголосував за Закон України «Про засади державної мовної політики», який суперечить Конституції України, не має фінансово-економічного обґрунтування і спрямований на знищення української мови. Закон було прийнято із порушеннями регламенту.

## Особисте життя
Має 4-х дітей.